# Opera Nazionale di Washington
La Opera Nazionale di Washington (WNO) è una compagnia d'opera di Washington, D.C., Stati Uniti d'America. In precedenza nota come Società d'Opera di Washington e Washington Opera, la compagnia ricevette la designazione del Congresso come Compagnia d'Opera Nazionale nel 2000. Gli spettacoli ora sono rappresentati nel Teatro dell'Opera del John F. Kennedy Center for the Performing Arts.
L'Opera lirica a Washington, DC si era affermata dopo la prima guerra mondiale ed ha prosperato per un certo tempo come la Washington National Opera Association fino agli anni della grande depressione e la seconda guerra mondiale anni, e nel 1960 in vari luoghi d'opera all'aperto. Tuttavia, con l'istituzione della "L'Opera Society of Washington" nel 1956-57, si stabilì il modo per una società di come funzionare nella città, soprattutto dopo l'apertura del Kennedy Center nel 1971 e il suo passaggio lì nel 1979.
Dopo aver fatto apparizioni iniziali con la compagnia a partire dal 1986, il tenore Plácido Domingo ha assunto la carica di direttore generale nel 1996, carica che ha ricoperto fino a giugno 2011, dopo di che la compagnia, che stava attraversando problemi finanziari, passò sotto il patrocinio dell'amministrazione del Kennedy Center.

## La Società dell'Opera di Washington
La Opera Nazionale di Washington fu fondata nel 1957 come la Società dell'Opera di Washington da Day Thorpe, il critico musicale dell'ormai defunto Washington Star, ma che all'epoca era il quotidiano di Washington più influente del momento. Paul Callaway, il maestro di cappella e organista della Cattedrale Nazionale di Washington, fu il primo direttore musicale. Insieme, i due iniziarono a cercare finanziamenti e trovarono il sostegno di Gregory e Peggy Smith che diedero $10.000 come capitale iniziale per una produzione di Il ratto dal serraglio di Mozart che sarebbe stata eseguita dopo la fine della loro stagione estiva (che Calloway conduceva) dalla Washington Symphony Orchestra.
Una caratteristica di Thorpe e Calloway dei primi anni era un rifiuto dei tagli alle partiture, un rifiuto della lirica in lingua inglese e un rifiuto degli scenari costosi, così come dei "soprani grassi" e dei "tenori egocentrici".
La coppia si impegnò per cercare un nuovo pubblico e, a partire dalla prima produzione de Il Ratto dal Serraglio il 31 gennaio 1957, la compagnia presentò l'Opera al Lisner Auditorium della George Washington University, anche se era un piccolo locale con servizi limitati. Tuttavia, come osservò un critico:.. "Non c'era 'compagnia', nel senso letterale Ogni produzione doveva essere concepita, pianificata e organizzata individualmente e il sostegno finanziario doveva essere rimediato opera per opera. L'improvvisazione era all'ordine del giorno".

### I primi anni 1956 -1966
Quattro mesi più tardi la compagnia organizzò una doppia produzione dell'opera di Gian Carlo Menotti La zitella e il ladro insieme al suo balletto The Unicorn, The Gorgon, and the Manticore. Fu un grande successo di pubblico e di critica. Seguirono presentazioni di successo da novembre 1957 in poi: Fidelio, Ariadne auf Naxos, Idomeneo, una doppia produzione di Erwartung di Arnold Schönberg e Le rossignol di Stravinsky (diretta dal compositore); e a dicembre 1961 Il flauto magico che portò a un invito del presidente Kennedy alla Casa Bianca per alcune selezioni dall'opera.

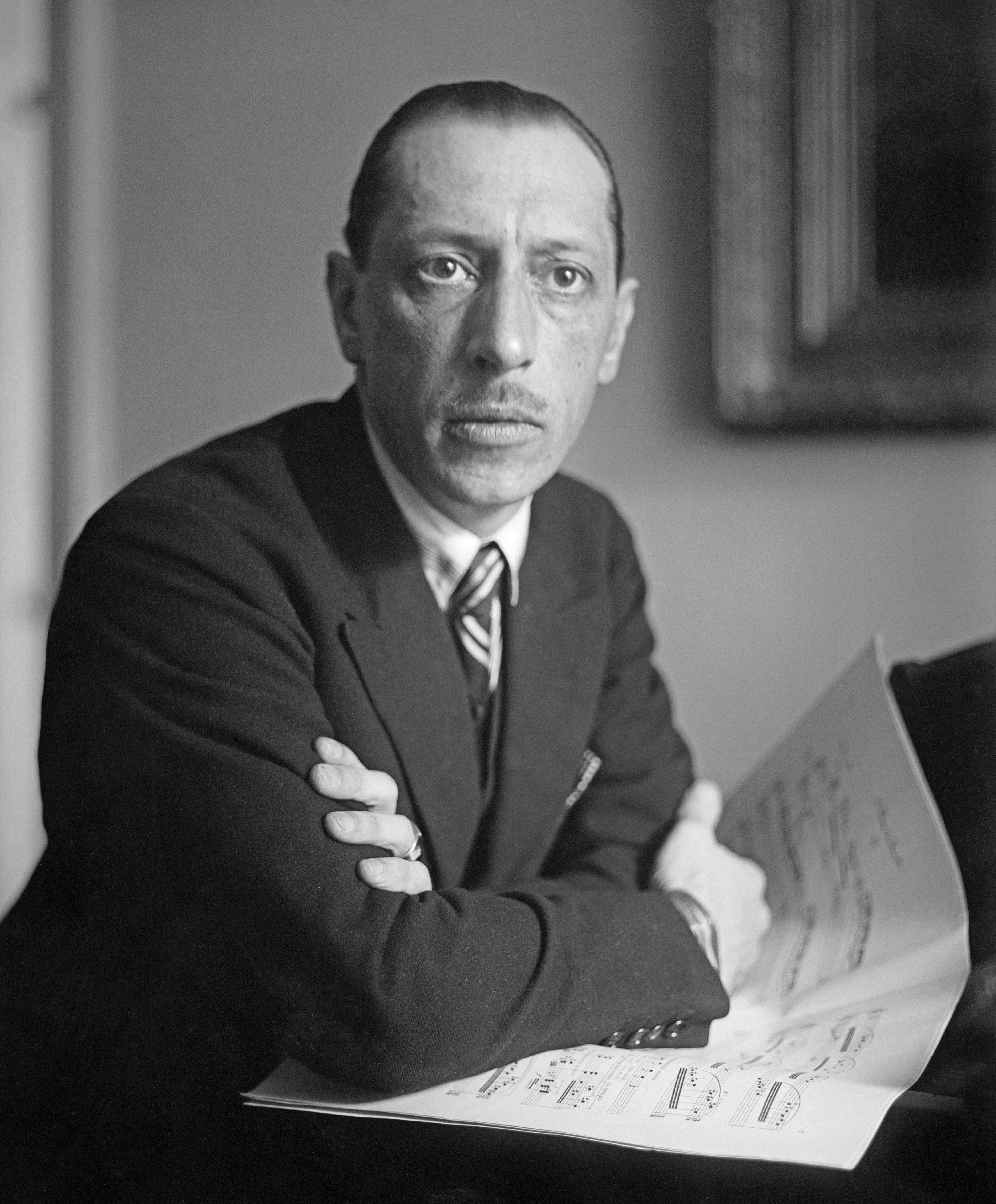
Igor Stravinsky

A questo punto, l'attenzione della stampa nazionale era stata catturata. A dicembre 1958 un articolo completo a pagina intera di Newsweek sulla compagnia era intitolato "Scintille sul Potomac" e Howard Taubman de The New York Times li visitò regolarmente seguito dai titoli di lettura "Rinascita importante" e "Scintille sul Potomac".
Tuttavia la navigazione non era sempre così agevole e la compagnia dovette sperimentare una serie di alti e bassi nei primi anni 1960. Inizialmente ci fu un ulteriore successo: portare Igor Stravinsky a Washington fu il lavoro di Herbert Bliss, allora amministratore artistico della Santa Fe Opera, che era stato coinvolto in quella compagnia nei primi anni, quando il compositore visitava regolarmente Santa Fe. Tuttavia la prima produzione di Stravinskij - The Rake's Progress - fu "la più "malaugurata" opera nella storia della compagnia", in gran parte il risultato di malattie dei cantanti. Ma una doppia produzione successiva di Stravinsky che diresse Le Rossignol (insieme a Erwartung di Schönberg) fu un trionfo.
Tuttavia, Man mano che il 1960 andava avanti, ulteriori disastri dovevano seguire. Tra questi "un fiasco di proporzioni indimenticabili", una edizione de Il flauto magico in inglese che provocò le dimissioni di Paul Callaway. Riguardo a questo furono invocate alcune misure drastiche.

### Cambi di direzione, 1966 - 1977
C'erano tre volti nuovi erano a portare "immaginazione e talento alla compagnia" durante il periodo fino al 1977 e, da quella data, un altro volto nuovo fece una breve ma drammatica apparizione nella storia della compagnia: il basso-baritono George London divenne Direttore Generale.
Ad assumere l'incarico di Direttore Generale, nel 1967 fu Richard Pearlman, sotto la cui gestione andarono in scena produzioni ben accolte de Il giro di vite, La bohème, e la prima produzione di Vanessa di Samuel Barber. Nel 1972 Ian Strasfogel, con notevole esperienza lavorativa al Metropolitan, assunse il timone con l'obiettivo di farne una "istituzione d'affari" "non è mai accaduto nei suoi sedici anni, nonostante le eccellenti produzioni che spesso raggiunsero".
Un primo successo fu una produzione di Rise and Fall of the City of Mahagonny di Kurt Weill, con la vedova del compositore, Lotte Lenya, presente. Lei la descrisse come "la migliore produzione che abbia mai visto". Altre produzioni significative seguirono, ma, nel riassumere il successo di Strasfogel, l'autrice Mary Jane Phillips-Matz concluse che "il suo principale risultato, però, fu la sua supervisione artistica, perché dalla metà degli anni 1970 i critici stavano interessandosi regolarmente alla straordinaria programmazione della Società d'Opera e provenivano sovvenzioni da importanti fondazioni".
Durante questo periodo degli anni 1970 un'altra persona entrò in scena, il regista Frank Rizzo. Seguì una splendida Madama Butterfly e altre produzioni importanti ed il suo legame con la società proseguì nel 1980 con la sua introduzione nel 1984 del sistema di sopratitoli della Canadian Opera Company, per cui una traduzione in inglese appariva sopra il proscenio.
Inoltre mentre era sotto la direzione di Strasfogel, la Società Opera fece il suo ingresso nel recentemente aperto Kennedy Center for the Performing Arts nel 1972. Questo ebbe un profondo impatto sulla compagnia, in particolare da quando George London, dopo il ritiro dalle
scene, era diventato amministratore artistico presso il Kennedy Center fino dalla sua apertura nel 1971 e poi direttore esecutivo dell'Istituto Nazione d'Opera. Diresse una produzione de La Valchiria per la compagnia d'opera nel 1974 e fu corteggiato per diventare direttore generale per la stagione 1977.

## La Società dell'Opera diventa l'Opera di Washington

### Sotto George London, 1977

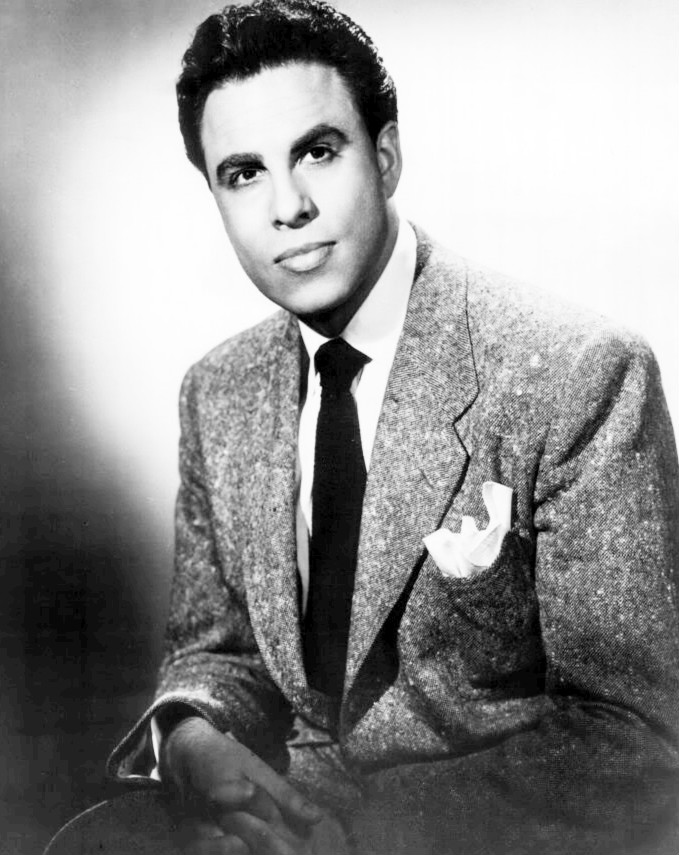
George London in 1952

Oltre a portare avanti una compagnia fiscalmente solida, che daceva regolarmente sempre tutto esaurito, il suo deficit ridotto di due terzi e produzioni emozionanti come la prima di Thaïs della città nel 1976, un altro dei grandi successi di George London fu il cambiamento del nome della compagnia, prima annunciato a The Washington Post il 13 maggio 1977. Come descritto da Phillips-Matz, "a questo punto della storia dell'azienda, la programmazione era intelligente, varia ed eccitante", ma il progresso ebbe improvvisamente una battuta d'arresto per l'attacco di cuore del luglio 1977, subito da George London. Non fu mai più in grado di tornare alla compagnia, ma la sua eredità è stata che "dandogli un nuovo nome, un'immagine fresca e un sacco di importanza, portò la compagnia nel panorama nazionale ed internazionale dell'opera e la mise sulla strada per arrivare al livello massimo che può raggiungere un'azienda di spettacoli."

### Sotto Martin Feinstein, 1980 to 1996
Martin Feinstein succedette a London come Direttore Generale dal 1980 al 1995 e "trascorse i successivi 16 anni attirando artisti della statura di Gian Carlo Menotti (che diresse La Bohème), Daniel Barenboim (che diresse Così fan tutte) e Plácido Domingo (che debuttò a Washington nel 1986 con l'opera Goya di Menotti. Feinstein portò alla ribalta diversi giovani cantanti ben prima delle loro prime apparizioni al Metropolitan Opera House. La sua iniziativa dette origine ad una tradizione alla Washington Opera di coltivare giovani talenti. I cantanti fatti crescere attraverso il programma sono Jerry Hadley e Denyce Graves, mentre nel 1992 portò il maestro Heinz Fricke, recentemente in pensione dalla Berlin State Opera, alla Washington Opera come direttore musicale.
Dal 1987 al 2001, lavorando sia sotto Feinstein che Domingo, Edward Purrington divenne amministratore artistico "nel momento .. (quando l'azienda) .. era nel bel mezzo di una espansione spettacolare". Nel 1995, The (Washington) Post scriveva che i posti a sedere al Kennedy Center erano "pressoché quasi introvabili", come biglietti di calcio e "in genere costavano di più." Questa espansione ebbe luogo durante il periodo di permanenza in carica di Feinstein quando aumentò notevolmente il numero di spettacoli per stagione, fatto che ebbe un effetto fenomenale sulla vendita dei biglietti (il pubblico come riferito crebbe da 32.000 a più di 100.000).

## La compagnia diventa The Opera Nazionale di Washington

### Il mandato di Plácido Domingo, 1996 - 2011

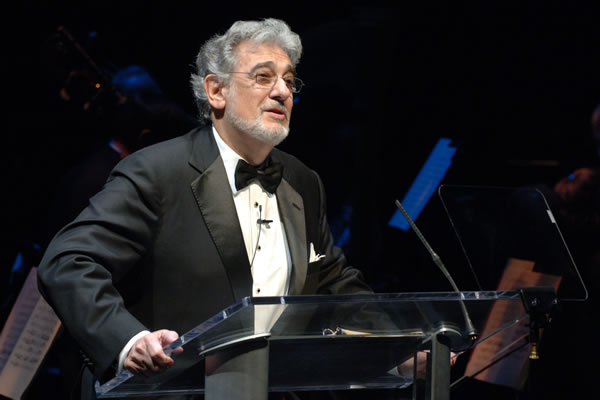
Plácido Domingo in 2008

Plácido Domingo, il tenore spagnolo e direttore d'orchestra, fu direttore generale della compagnia fino al 2011. Domingo iniziò la sua collaborazione con la compagnia d'opera nel 1986, quando apparve nella sua produzione della prima mondiale di Goya di Menotti, seguita dalla esecuzione di una produzione di Tosca durante la stagione 1988-1989. Dopo dieci anni, il suo contratto fu prolungato fino alla stagione 2010-2011. Parallelamente alla sua gestione della compagnia, Domingo fu direttore generale della Los Angeles Opera dal 2001.
Durante l'incarico di Domingo, grazie alla "solida reputazione della società negli Stati Uniti", fu sponsorizzato un progetto di legge, che passò nel 2000 al Congresso degli Stati Uniti d'America, "che designava la società come Opera Nazionale d'America". Il cambio di nome in Washington National Opera fu annunciato nel febbraio 2004.

#### "The American Ring"
La Opera Nazionale di Washington fin dall'inizio aveva annunciato l'intenzione di eseguire L'anello del Nibelungo, un ciclo di quattro opere di Richard Wagner, dal titolo L'Anello Americano, nel novembre 2009. Tuttavia, ai primi di novembre 2008, in vista della grande recessione, la società annunciò che il ciclo completo era stato rinviato. Mentre le prime tre opere della tetralogia sono già stati prodotte durante le stagioni della WNO precedenti (L'oro del Reno nel 2006, La Valchiria nel 2007, e Sigfrido nel 2009), la quarta opera, Il crepuscolo degli dei, è stato dato in un concerto nel novembre 2009.

#### Stagioni che hanno avuto importanti opere nuove o inusuali
Durante la stagione 2007/08, la WNO produsse tre opere raramente messe in scena: Uno sguardo dal ponte di William Bolcom, Tamerlano di G.F. di Händel, ed Elektra di Richard Strauss. Durante la stagione furono date Lucrezia Borgia di Gaetano Donizetti e Peter Grimes di Benjamin Britten, mentre la stagione 2009-2010 fu caratterizzata da Ariadne auf Naxos di Richard Strauss e Hamlet di Ambroise Thomas. Nel maggio 2012 ebbe luogo la prima per Washington del Nabucco di Verdi, diretto dalla stella nascente Thaddeus Strassberger. Egli pose l'azione al tempo della première dell'opera, il 1842 a Milano. La stagione 2014/15 comprende una serie di tre opere di 20 minuti come parte della sua Iniziativa d'Opera Americana: The Investment di John Liberatore, Daughters of the Bloody Duke di Jake Runestad e An American Man di Rene Orth.

### Il Kennedy Center prende il controllo della Opera Nazionale di Washington
Con la partenza prevista di Placido Domingo come direttore generale al termine della stagione 2010/11 e il deficit crescente di $ 12 milioni, fu annunciato che il Kennedy Center avrebbe preso il controllo della compagnia d'opera a partire dal 1 luglio 2011.

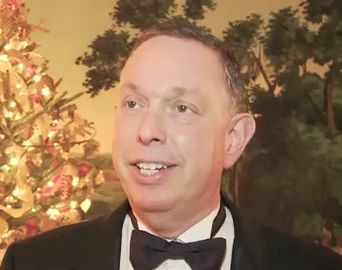
Kennedy Center's Michael Kaiser, 2009

Nel suo annuncio, il presidente del Kennedy Center, Michael Kaiser (che in precedenza gestiva la Royal Opera House di Londra), vedeva risparmi di costi e di personale, più altri vantaggi nel prendere in consegna la compagnia:
Il 25 maggio 2011 fu dato l'annuncio che la regista Francesca Zambello sarebbe diventata consulente artistico e che l'attuale amministratore della società, Michael Mael, sarebbe diventato direttore esecutivo. La compagnia conserva il suo stato 501(c) (3), senza scopo di lucro.